# ナイトブリッジ・フォー・ユー
ナイトブリッジ・フォー・ユーは、1969年10月5日から2006年3月31日まで青森放送（RAB）ラジオで放送されていた若年層向け深夜ラジオ番組で、36年半に渡る長寿番組であった。略称「ナイブリ」。
長年ナイターインの時期も毎週放送していたが、2000年10月に青森放送がニッポン放送のallnightnippon SUPER!をネットすることになったので、ナイターオフ限定の番組となった。最終期の2005年秋 - 2006年春の放送時間は火 - 金の21:05 - 21:50。

## 概要
番組はRABアナウンサーがパーソナリティを担当。また、企画から録音まで全て1人で手がけるので、番組内容もアナウンサーの趣味や情報提供など個性あふれるものとなっていた。
番組の担当は大抵1人であるが、2000年10月 - 2001年3月の『こんなもんDAみぅーじっく』は青山英次･亀井薫の2人のアナウンサーが担当した。それ以前にも1992年10月の時点では全曜日が2人以上出演になるなど、複数担当の番組は存在する。
2006年3月までのナイターオフ期間をもって終了。2006年10月からは『kira-kira☆』にタイトルを変えて放送。

## 放送時間
- 月曜日 - 土曜日 24:30 - 25:00 （1973年・1975年1月当時）
- 月曜日 - 土曜日 24:15 - 25:00 （1976年1月当時）
- 月曜日 - 土曜日 24:05 - 25:00 （1977年当時）
- 月曜日 - 土曜日 24:00 - 25:00 （1981年当時）
- 月曜日 - 木曜日 20:00 - 21:00 （1982年10月 - 1983年3月、1983年10月 - 1984年3月）
  - 1982年4月 - 1983年9月の期間は上記のナイターオフ枠に移動していたため、この期間のナイターシーズン中は当番組は休止。1982年から1984年3月まで、元々の当番組の放送時間だった平日24時台は『ヤングタウンAM』（文化放送制作・裏送り）を放送していた。
- 月曜日 - 木曜日 24:00 - 25:00 （1984年4月 - 1989年3月）
- 月曜日 - 木曜日 24:10 - 25:00 （1989年4月 - 1992年9月）
- 月曜日 - 水曜日 24:00 - 24:50 （1992年10月 - 1994年3月・『木曜ワラッター!』の放送開始のため木曜枠が無くなる）
- 月曜日 - 水曜日 23:10 - 24:00 （1994年4月 - 1995年3月・『Come on FUNKY Lips!』（文化放送制作）のネット放送開始のため23時台へ移動）
- 月曜日 - 水曜日 23:30 - 24:00 （1995年4月 - 9月）
- 月曜日 - 水曜日 23:00 - 24:00 （1995年10月 - 1998年9月）
- 月曜日 - 木曜日 23:00 - 24:00 （1998年10月 - 2000年9月）なお、1999年4月 - 9月は、木曜に別番組「プラネットJ」が放送されていた。
- 火曜日 - 金曜日 21:05 - 21:40 （2000年10月 - 2001年3月・『allnightnippon SUPER!』（ニッポン放送制作）のネット放送開始のため21時台へ移動、ナイターオフ時のみの放送となる）
- 火曜日 - 金曜日 21:05 - 21:50 （2001年10月 - 2002年3月）
- 火曜日 - 土曜日 21:05 - 22:00 （2002年10月 - 2003年3月）
- 火曜日 - 金曜日 21:05 - 21:50 （2004年度、2005年度他・10月 - 3月のナイターオフ期間）

## 歴代パーソナリティ
※『』内は、担当番組タイトル。
- 大友寿郎（番組開始時のDJ　水曜→月曜…1976年3月まで）
- 鈴木伸夫…『映画音楽専科』（1970年10月5日 - 1973年3月28日…火曜）、『粋な水曜日』（1975年10月 - 1976年3月…水曜）、『シネマテーク005（ダブルオーファイブ）』（1976年4月9日 - 1982年3月26日…木曜）

この番組は、後の『伸さんのシネマテーク9』につながっていく。
- 三浦明子（月曜…1973年、木曜…1976年3月まで → 水曜…1976年4月～1976年9月 → 火曜…1976年10月～1977年3月）
- 佐々木久美子（火曜…1973年、月曜…1976年9月まで）『土曜でフォットファイル』（金曜…1976年10月から）
- 飛鳥順子…『ジュン子と歌謡曲』（木曜…1973年、金曜…1975年・1976年）
- 浅木信也（金曜…1973年）、『信也のスクリーンパレード』（水曜…1975年3月まで → 金曜…1975年4月～1976年3月 → 火曜…1976年4月～1976年9月 → 水曜…1976年10月～1977年3月 → 月曜…1977年4月から・1981年）
- 小田桐信子（土曜…1973年）、『エシュコーラ・ジ・サンバ』（木曜…1977年4月から）
- 蔦谷信弘（水曜…1976年3月まで）
- 上杉昭之（木曜…1976年3月まで）
- 森山茂樹『ヤングスタジオD』（火曜…1977年4月から）→『ラジオ落書帖』（月曜…1983年から）
- 綱川和夫『つなさんのひとりごと』（金曜…1975年9月まで → 水曜…1975年10月～1976年3月 → 土曜…1976年4月から・1981年）他
- 木村ひさ子（火曜…1975年4月～1976年3月）
- 大竹辰也『ターン・イッツ・アップ!!!』（土曜…1977年）→『たっちゃんの歌謡曲だよ』（土曜…1981年）他
- 藤原祥子『ドゥリーミィ・ナイト・ミュージック』（火曜…1981年）
- 奈良栄子『エイコのバラエティBOX』（水曜…1981年）
- 福村千賀子『ウィークエンド・パーティー』（金曜…1981年）
- 米澤章子『銀河鉄道 MUSIC STATION』（水曜…1983年）
- 佐藤智美
- 川村美緒子…『ごきげんさかさまラジオ』（1986年10月 - 1989年3月…月曜 → 1989年4月 - 1992年9月…火曜　正式には「か」の字が上下逆のタイトル）→ 『マーガレットの秘密の花園』（1992年10月 - 1993年9月…火曜　中野陽子と共演）
- 田中泉…『となりの異邦人』（ - 1987年9月…火曜）
- 橋本康成…『HEAT UP SHOW』→『SHAKIN'BEAT』（? - 1989年3月…水曜）
- 浜舘明…『大笑（たいしょう）じょっきぃ』（ - 1988年3月…木曜）
- 窪寺美穂子…『かぐや姫にPEEK・a・BOO』（1987年10月 - 1988年3月…火曜 → 1988年4月 - 1989年9月…木曜）
- 佐藤義之…『拳一番!Rock'n Roll Show』（1988年4月 - 1989年3月…火曜 → 1989年4月 - 1991年3月…水曜）
- 出町彰浩…『FLIP-FROP FLAPPER』（1989年4月 - 1989年9月…月曜）
- 小出綾子…『きまぐれSALAD』（1989年10月 - 1990年3月…月曜）
- 柿崎元子…『お気にめすままアニゼット』（1989年10月 - 1990年3月…木曜）
- 葛西理香…『ときめきレシピ』（1990年4月 - 1992年9月…月曜）→ 『ど根性ヤング!』（1992年10月 - 1993年3月…月曜　原口太平と共演）
- 笹森亜貴子…『ピーターパン倶楽部』（1990年4月 - 1991年9月…木曜）
- 夏目浩光…『Chewing the Fat』（1991年4月 - 1994年3月…水曜、1992年10月より石坂直子と共演）
- 辻拓哉…『気分はペンギンアベニュー』（1991年10月 - 1992年9月…木曜）
- 原口太平…『ど根性ヤング!』（1992年10月 - 1995年9月…月曜　1993年3月までは葛西理香と共演）
- 中野陽子…『マーガレットの秘密の花園』（1992年10月 - 1993年9月…火曜　川村美緒子と共演）
- 上明戸華恵…『Making Happy』（1993年10月 - ?…火曜）
- 秋山博子…『聞かぬはHOT-KI』（1994年4月 - 1995年9月…水曜）
- 田中次郎…『HALF MIRROR AGE』（2000年10月 - 2001年3月 他…月曜）
- 松尾志織…『ローズ志織の夢空間』（2002年10月 - 2003年3月…土曜）
- 亀井薫…『こんなもんDAみぅーじっく』（水曜）
- 青山英次…『こんなもんDAみぅーじっく』（水曜）

後の『うたラジ』のヒントにもなった。
- 小林あずさ…『あずさのおやすみモード』（金曜）→『AZ-mode』（2000年10月 - 2001年3月 他…金曜）

### 最終年度（2005年秋 - 2006年春）の担当
- 火曜：筋野裕子…『U-Style』（2004年度は金曜）
- 水曜：古池雄…『Breathe easy』（1995年10月から。当初は水曜で『Nighty-Night』というタイトル）
- 木曜：田村啓美…『スタミナラジオ〜お元気Sensation〜』（1995年10月から。当初は月曜）
- 金曜：伊東幸子…『さっちのVIVA!ナイト☆』（2004年度は火曜）

## 備考
- 『ど根性ヤング』の番宣では、ジャン・クロード・ボレリーの「テイスト・オブ・ハニー」が使用されていた。